# Râul Rezovo
Rezovo (denumit și Rezovska, Rezvaya și Rezve; în bulgară Резовска река, transliterat: Rezovska reka; în turcă Mutludere) este un râu în sud-estul extrem al Bulgariei și în cea mai nordică parte a Turciei europene. Râul este situat în parcul natural Strandja din Bulgaria.

## Bazinul râului
Rezovo are o lungime de 112 km șî izvorăște din partea turcească a munților Strandja, la est de Kofçaz, având la izvoare numele turcesc de Paspalderesi. În general, curge către est din Turcia spre Bulgaria, iar după satul Paspala din provincia Kırklareli din Turcia formează frontiera între Turcia și Bulgaria, până la vărsarea lui în Marea Neagră la Rezovo. Această locație constituie punctul cel mai sudic al coastei bulgare a Mării Negre⁠(d) și cel mai nordic al celei turcești, precum și extremitatea de sud-est a Bulgariei și cea de nord-est a Traciei turcești. Bazinul râului Rezovo se întinde pe 739 km², din care 555 km² sunt în Turcia și 184 km² în Bulgaria. Cel mai mare afluent al său este Velika.

## Frontiera între Bulgaria și Turcia
Frontiera de la gura râului Rezovo a făcut obiectul unei dispute teritoriale minore între Bulgaria și Turcia, care a fost soluționată în anii 1990. Ca urmare a unui acord între cele două țări, din 6 mai 1992 (ratificat de Bulgaria în 1998), Bulgaria a primit o suprafață mică de câțiva kilometri pătrați în Golful Rezovo în schimbul unei zone de apă de pe platoul continental.